# Saint-Étienne-sur-Blesle
Saint-Étienne-sur-Blesle è un comune francese di 52 abitanti situato nel dipartimento dell'Alta Loira della regione dell'Alvernia-Rodano-Alpi.

## Società

### Evoluzione demografica
Abitanti censiti